# Tulburările civile din Chișinău (1989)

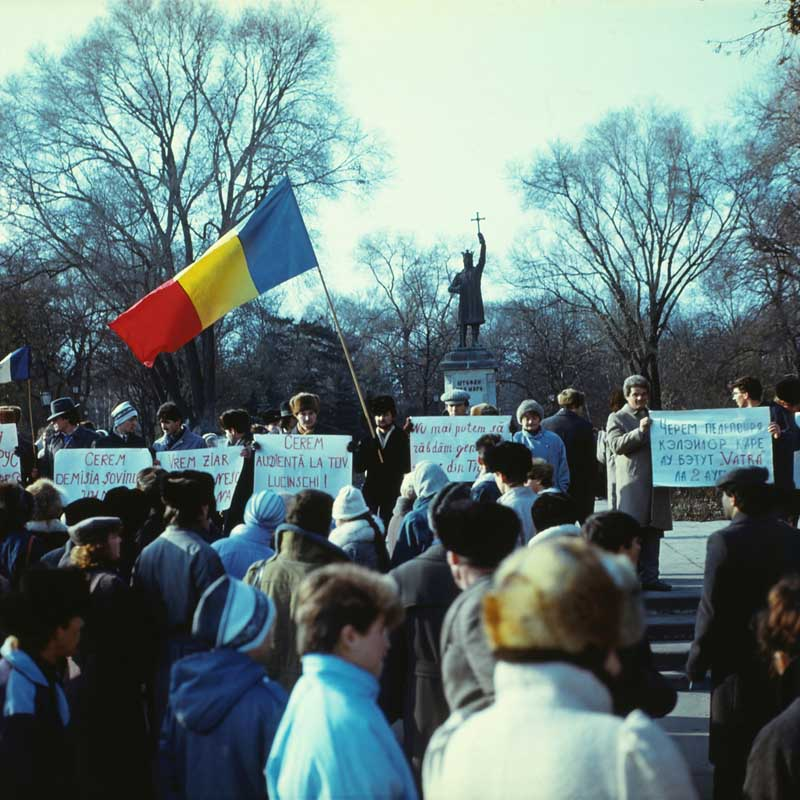
Demonstraţie în faţa Statuiei lui Ștefan cel Mare

Tulburările civile din Chișinău au început pe 7 noiembrie 1989, în capitala RSS Moldovenești, și au continuat până în data de 10 noiembrie, atunci când protestatarii au incendiat sediul Ministerului Afacerilor Interne (condus de Vladimir Voronin, pe atunci). 
Festivalurile din 7 noiembrie 1989 de comemorare a Revoluției din octombrie și 10 noiembrie de sărbătorire a miliției sovietice au oferit oportunități excelente pentru Mișcarea de Renaștere Națională de a contesta autoritățile și regimul sovietic. Activiștii Frontului Popular din Moldova, de mai multe ori au mers dincolo de aprobarea oficială a conducerii sovietice, organizînd acțiuni care au jenat conducerea partidului comunist, și în cele din urmă au dus la ciocniri în centrul Chișinăului. Această neliniște a pecetluit soarta din ce în ce mai fragilă a Prim-Secretarului Partidului Comunist din Moldova. La sfârșitul acelui an, Semion Grossu și organizația comunistă se pomenea în centrul unui conflict a două mișcări, de renaștere națională și „ultrarevoluționară” internaționalistă de stânga de la Moscova, fapt care în cele din urmă a dus la înlocuirea lui Grossu cu Petru Lucinschi de către plenul Comitetului Central pe 16 noiembrie 1989.
La ședința biroului Politic al PC din 9 noiembrie, prim-secretarul partidului, Grossu a îndemnat miliția de a purcede la urmărirea penală și arestarea celor responsabili pentru evenimentele din 7 noiembrie. Mai mult decât atât, el a propus ca cei arestați să fie deportați din RSSM. O zi mai târziu, la 10 noiembrie, protestatarii au incendiat sediul Ministerului Afacerilor Interne. Tot atunci, Ministrul Afacerilor Interne de atunci, Vladimir Voronin s-a ascuns în clădirea Comitetului Central al Partidului Comunist, în timp ce apărarea sediului Ministerului a fost încredințată Generalului Jukov.

## Vezi și
- Marea Adunare Națională de la 27 august 1989
- Revoluțiile de la 1989
- Protestele de la Chișinău din 2009

## Legături externe
- Igor Cașu, Radio Europa Liberă, Chișinău 7 noiembrie 1989: "Jos dictatura comunistă!"
- 7 aprilie 2009 ne amintește de 10 noiembrie 1989
- Literatura și Arta, 16 noiembrie 1989: izbînda gorbaciovismului în Republica Socialistă Sovietică Moldovenească